# Bầu cử liên bang Canada 2019
Cuộc bầu cử liên bang Canada năm 2019 (tên chính thức là cuộc tổng tuyển cử Canada lần thứ 43) được tổ chức vào ngày 21 tháng 10 năm 2019, để bầu các thành viên của Hạ viện vào Quốc hội Canada lần thứ 43. Các bài viết của cuộc bầu cử cho cuộc bầu cử năm 2019 đã được Toàn quyền Julie Payette ban hành vào ngày 11 tháng 9 năm 2019.
Đảng Tự do, do Thủ tướng đương nhiệm Justin Trudeau lãnh đạo, đã giành được 157 ghế để thành lập một chính phủ thiểu số và mất đa số họ giành được trong cuộc bầu cử năm 2015. Họ đã mất phiếu bầu phổ biến cho đảng Bảo thủ , đánh dấu lần thứ hai một đảng cầm quyền sẽ thành lập chính phủ trong khi nhận được ít hơn 35% phiếu bầu phổ biến quốc gia. Đảng Tự do nhận được tỷ lệ thấp nhất trong cuộc bỏ phiếu phổ biến quốc gia của một đảng cầm quyền trong lịch sử Canada.
Đảng Bảo thủ, do Andrew Scheer lãnh đạo, đã giành được 121 ghế và vẫn là Đối lập chính thức. Bloc Québécois, dưới sự lãnh đạo của Yves-François Blanchet, đã giành được 32 ghế và trở thành bên thứ ba lần đầu tiên kể từ năm 2008 Đảng Dân chủ mới, do Jagmeet Singh lãnh đạo, giành được 24 ghế; kết quả tồi tệ nhất kể từ năm 2004. Đảng xanh, dẫn đầu bởi Elizabeth May, đã thấy kết quả tốt nhất của nó với 3 ghế. Nghị sĩ độc lập Jody Wilson-Raybould đã giành được ghế của mình và là người độc lập đầu tiên giành được ghế trong hơn một thập kỷ. Nhà lãnh đạo Đảng Nhân dân Maxime Bernier mất ghế riêng vì đảng của ông không giành được ghế nào.